# Чэнь Цзяньлян
Чэнь Цзяньлян (англ. Chen Chien Liang; род. 7 ноября 1993 в Китайской Республике) — тайваньский профессиональный шоссейный и трековый велогонщик, выступающий за шоссейную континентальную команду «Action».

## Достижения

### Шоссе
2015
3-й на Чемпионат Тайваня — групповая гонка
3-й на Чемпионат Тайваня — индивидуальная гонка
2-й на Ад Марианских островов
2017
3-й на Чемпионат Тайваня — групповая гонка
2-й на Чемпионат Тайваня — индивидуальная гонка
10-й Тур Тайваня

### Трек
2016
 Чемпионат Азии — гонка по очкам